# Conrad Stoltz
Conrad Willem Stoltz (* 23. Oktober 1973 in Lydenburg) ist ein ehemaliger südafrikanischer Triathlet. Er ist zweifacher Olympiateilnehmer (2000, 2004) und vierfacher Xterra-Weltmeister (2001–2010) sowie dreifacher ITU-Weltmeister Cross-Triathlon (2011–2013).

## Werdegang
Conrad Stoltz ist vierfacher Weltmeister bei der Xterra-Weltmeisterschaft (2001, 2002, 2007 und 2010).

### Olympische Sommerspiele 2004
2004 startete er im Triathlon für Südafrika bei den Olympischen Sommerspielen in Athen, konnte das Rennen aber nicht beenden.
Im April 2011 holte er sich auch den Weltmeister-Titel bei der erstmals von der Internationalen Triathlon Union (ITU) ausgetragenen Cross-Triathlon-Weltmeisterschaft und konnte diesen Titel 2012 und 2013 erfolgreich verteidigen.
Sein Spitzname ist „The Caveman“. Er ist verheiratet mit Liezel Stoltz. 2015 beendete der damals 41-Jährige seine Profi-Karriere. Er führt heute das „Caveman Cafe“.

## Sportliche Erfolge
| Datum/Jahr    | Rang | Wettbewerb                          | Austragungsort | Zeit     | Bemerkung                                                                                          |
| ------------- | ---- | ----------------------------------- | -------------- | -------- | -------------------------------------------------------------------------------------------------- |
| 26. Aug. 2004 | DNF  | Olympische Sommerspiele 2004        | Athen          | –        | |
| 28. März 2004 | 1    | ATU Triathlon African Championships | Laanbang       | 02:05:45 | |
| 12. Apr. 2003 | 1    | ATU Triathlon African Championships | Swakopmund     | 01:47:14 | |
| 9. Nov. 2002  | 39   | ITU Triathlon World Championships   | Cancún         | 01:55:55 | |
| 16. Sep. 2000 | 20   | Olympische Sommerspiele 2000        | Sydney         | 01:50:24 | |
| 30. Apr. 2000 | 47   | ITU Triathlon World Championships   | Perth          | 01:57:48 | |
| 11. Sep. 1999 | 37   | ITU Triathlon World Championships   | Montreal       | 01:48:07 | |
| 30. Aug. 1998 | 34   | ITU Triathlon World Championships   | Lausanne       | 02:00:40 | Weltmeisterschaft auf der olympischen Distanz (1,5 km Schwimmen, 40 km Radfahren und 10 km Laufen) |

| Datum/Jahr   | Rang | Wettbewerb                                      | Austragungsort | Zeit     | Bemerkung                                                                                     |
| ------------ | ---- | ----------------------------------------------- | -------------- | -------- | --------------------------------------------------------------------------------------------- |
| 8. Juni 1997 | 10   | ITU Long Distance Triathlon World Championships | Nizza          | 05:51:36 | 1997 wurde die ITU-Weltmeisterschaft im Zuge des Triathlon International de Nice ausgetragen. |

| Datum/Jahr    | Rang | Wettbewerb                                 | Austragungsort | Zeit     | Bemerkung                                                                                  |
| ------------- | ---- | ------------------------------------------ | -------------- | -------- | ------------------------------------------------------------------------------------------ |
| 17. Apr. 2016 | 9    | Xterra Réunion                             | Réunion        |          |                                                                                            |
| 26. Sep. 2015 | 16   | ITU Cross Triathlon World Championships    | Orosei         | 02:21:07 | ITU-Weltmeisterschaft Cross-Triathlon                                                      |
| 26. Juli 2014 | 3    | Xterra Italy Championships                 | Lago di Scanno | 02:50:39 | [ 3 ]                                                                                      |
| 27. Okt. 2013 | 6    | Xterra Cross Triathlon World Championships | Maui           | 02:39:31 | Xterra-Weltmeisterschaft Cross-Triathlon                                                   |
| 13. Juli 2013 | 1    | ITU Cross Triathlon World Championships    | Den Haag       | 02:01:38 | ITU-Weltmeister Cross-Triathlon                                                            |
| 19. Mai 2012  | 1    | ITU Cross Triathlon World Championships    | Shelby County  | 02:12:11 | ITU-Weltmeister Cross-Triathlon                                                            |
| 23. Okt. 2011 | DNF  | Xterra Cross Triathlon World Championship  | Maui           | –        |                                                                                            |
| 6. Aug. 2011  | 1    | Xterra Japan Championship                  | Marunuma       |          |                                                                                            |
| 15. Mai 2011  | 1    | Xterra Pacific Championships               | Santa Cruz     | 02:12:51 | [ 5 ]                                                                                      |
| 30. Apr. 2011 | 1    | ITU Cross Triathlon World Championships    | Extremadura    | 01:26:40 | ITU-Weltmeister Cross-Triathlon (1 km Schwimmen, 20 km Mountainbiken und 6 km Geländelauf) |
| 24. Okt. 2010 | 1    | Xterra Cross Triathlon World Championship  | Maui           | 02:31:07 | Xterra-Weltmeister Cross-Triathlon                                                         |
| 25. Okt. 2009 | 5    | Xterra Cross Triathlon World Championship  | Maui           | 02:41:40 |                                                                                            |
| 26. Okt. 2008 | 12   | Xterra Cross Triathlon World Championship  | Maui           | 02:41:40 |                                                                                            |
| 28. Okt. 2007 | 1    | Xterra Cross Triathlon World Championship  | Maui           |          | Xterra-Weltmeister Cross-Triathlon                                                         |
| 23. Okt. 2005 | 7    | Xterra Cross Triathlon World Championship  | Maui           |          | an seinem 32. Geburtstag                                                                   |
| 24. Apr. 2005 | 1    | Xterra South Africa                        | Grabouw        |          |                                                                                            |
| 27. Okt. 2002 | 1    | Xterra Cross Triathlon World Championship  | Maui           |          | Xterra-Weltmeister Cross-Triathlon                                                         |
| 22. Okt. 2001 | 1    | Xterra Cross Triathlon World Championship  | Maui           |          | Xterra-Weltmeister Cross-Triathlon                                                         |

(DNF – Did Not Finish)